# Amifontaine
Amifontaine is een gemeente in het Franse departement Aisne (regio Hauts-de-France) en telt 387 inwoners (2004). De plaats maakt deel uit van het arrondissement Laon.

## Geografie
De oppervlakte van Amifontaine bedraagt 27,0 km², de bevolkingsdichtheid is 14,3 inwoners per km².

## Verkeer en vervoer
In de gemeente ligt spoorwegstation Amifontaine.
De onderstaande kaart toont de ligging van Amifontaine met de belangrijkste infrastructuur en aangrenzende gemeenten.

## Demografie
Onderstaande figuur toont het verloop van het inwonertal (bron: INSEE-tellingen).
Vanwege een beveiligingsprobleem met de MediaWiki Graph-software is het momenteel niet mogelijk deze grafiek weer te geven. Zodra de software is bijgewerkt zal de grafiek vanzelf weer zichtbaar worden.
1. ↑  Populations de référence 2022.